# Agrilus cuprocunctus
Agrilus cuprocunctus – gatunek chrząszcza z rodziny bogatkowatych i podrodziny Agrilinae.
Gatunek ten opisany został w 2018 roku przez Eduarda Jendeka i Wasilija Griebiennikowa na łamach Zootaxa. Jako miejsce typowe wskazano okolice Gnai i góry Phou Pan w Laosie. Epitet gatunkowy oznacza po łacinie „cały miedziany” i odnosi się do ubarwienia owada.
Chrząszcz o prawie równoległobocznym w zarysie ciele długości 5,1–7,8 mm. Wierzch ciała jest jednobarwny, miedziany, rzadziej zielony lub niebieski. Głowa wyposażona jest w oczy złożone o średnicy większej niż połowa szerokości ciemienia. Ciemię jest gęsto pomarszczone i ma pośrodkowy wcisk. Czułki mają piłkowanie zaczynające się od czwartego członu, a człony od siódmego do dziesiątego nie mają szypułek. Przedplecze jest podłużne do kwadratowego, najszersze na przednim brzegu; ma szeroki i łukowaty płat przedni dosięgający wysokości przednich kątów, lekko łukowate brzegi boczne oraz proste kąty tylne. Na powierzchni przedplecza występują wciski przednio-środkowy, tylno-środkowy i para głębokich wcisków bocznych. Prehumerus ma formę żebrowatą. Boczne żeberka przedplecza są umiarkowanie zbieżne. Tarczka jest zredukowana. Pokrywy pozbawione są owłosienia i mają osobno wyokrąglone wierzchołki. Przedpiersie ma kanciasto wykrojoną odsiebną krawędź płata oraz płaski wyrostek międzybiodrowy o prawie równoległych bokach. Zapiersie odznacza się płaskim wyrostkiem międzybiodrowym. Odwłok ma zmodyfikowany guzkami pierwszy z widocznych sternitów (wentryt) oraz łukowatą wierzchołkową krawędź pygidium. Genitalia samca cechują się symetrycznym, najszerszym u wierzchołka edeagusem.
Owad orientalny, endemiczny dla Laosu, znany tylko z prowincji Houaphan.